# Friedrich Carl von Savigny

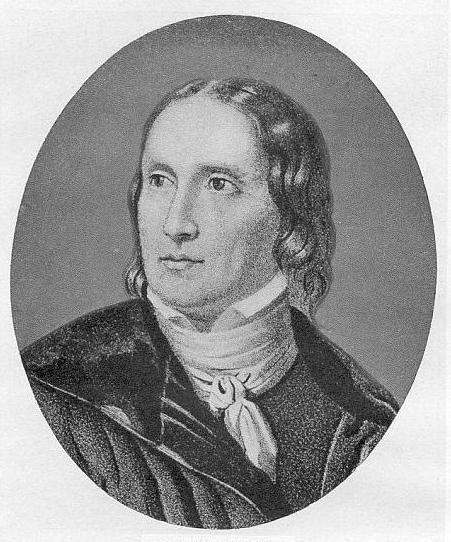
Friedrich Carl von Savigny

Friedrich Carl von Savigny (n. 21 februarie 1779, Frankfurt am Main, Sfântul Imperiu Roman – d. 25 octombrie 1861, Berlin, Regatul Prusiei) a fost un cunoscut jurist și istoric german al secolului al XIX-lea.
A aparținut Școlii istorice juridice germane, fondate de Gustav von Hugo.
În calitate de profesor la Universitatea din Berlin (1810-1842), a contribuit la fondarea renumitei „școli istorice” de jurisprudență.
În 1803 a publicat lucrarea Das Recht des Besitzes ("Dreptul de posesie"), pe care Thibaut a considerat-o o capodoperă în domeniul juridic.
L-a influențat pe omul politic român Mihail Kogălniceanu, în perioada când acesta se afla la studii în Berlin. 
Este citat de Simion Bărnuțiu in celebrul sau Discurs de la Blaj din mai 1848.
Fiul său, Karl Friedrich von Savigny, a fost ministru de externe al Prusiei în 1849 și membru important al partidului Deutsche Zentrumspartei (Partidul German de Centru).